# 九国志
『九国志』（きゅうこくし）は、北宋の路振が著した十国の歴史書。『十国志』（じっこくし）とも呼ばれる。元は51巻、現行本は12巻。

## 概要
路振は真宗時代の知制誥。契丹への使者などを務めた。その彼が呉・南唐・呉越・前蜀・後蜀・東漢（北漢）・南漢・閩・楚の9か国の君臣の事績を集めて世家・列伝49巻を編纂したが、完成をみずに1014年に58歳で没した。その後、1061年になって孫の路綸が北楚（荊南）2巻分を補い、1064年に朝廷に進献した。その後、詔によって史館に納められ、張唐英によって改めて北楚2巻などを増補したという。刊本はなく、その後散逸していたが、清の邵晋涵『永楽大典』などに所収されている分から136名の伝を抜きだし、それを周夢棠が12巻（呉臣伝のみ3巻、他は1巻ずつ）としたのが現行本である。正史である『旧五代史』・『新五代史』に見えない記述も含んでおり、史料的価値が高い。
最終的に十国の伝記が納められたことから、『十国志』という名称も用いられたが、路振の原題がそのまま用いられ、『九国志』と呼ばれるのが普通である。この「九国」の表現については、前蜀と後蜀を合わせたものとする説もあるが、通説では北楚（荊南）を除いたとされている。これについて、山崎覚士は、「十国」が確認される最古の事例は1053年に完成した欧陽脩の『新五代史』（当時は『五代史記』）であり、欧陽脩が活躍した仁宗期以前には地方政権を総称して「十国」と呼称する概念がなかったとし、それ以前の荊南は自立した国家とはみなされずに中国（五代王朝）の節度使として扱われていたため、路振は当時の認識に従って「九国」の事跡を記すのみであったとしている。